# Federated Auto Parts 400
De Federated Auto Parts 400 is een race uit de NASCAR Sprint Cup. De race wordt gehouden op de Richmond International Raceway over een afstand van 300 mijl of 483 km. Vanaf 2004 is deze race de 26e en laatste race van het reguliere seizoen voor de start van de Chase for the Championship, de play-offs van de eerste tien, nu twaalf best geklasseerde coureurs die hierna tien races rijden om het kampioenschap. Op hetzelfde circuit wordt eveneens de Capital City 400 gereden.

## Namen van de race
- Capital City 200 (1959 - 1961)
- Capital City 300 (1962 - 1968)
- Capital City 250 (1969)
- Capital City 500 (1970 - 1975)
- Capital City 400 (1976 - 1980)
- Wrangler Sanfor-Set 400 (1981 - 1985)
- Wrangler Jeans Indigo 400 (1986 - 1987)
- Miller High Life 400 (1988 - 1989)
- Miller Genuine Draft 400 (1990 - 1995)
- Miller 400 (1996)
- Exide NASCAR Select Batteries 400 (1997 - 1999)
- Chevrolet Monte Carlo 400 (2000 - 2002)
- Chevy Rock and Roll 400 (2003 - 2009)
- Air Guard 400 (2010)
- Wonderful Pistachios 400 (2011)
- Federated Auto Parts 400 (2012 -)

## Winnaars
| Jaar                              | Winnaar          | Auto             |
| Capital City 200                  | Capital City 200 | Capital City 200 |
| --------------------------------- | ---------------- | ---------------- |
| 1959                              | Cotton Owens     | T-Bird           |
| 1960                              | Speedy Thompson  | Ford             |
| 1961                              | Joe Weatherly    | Pontiac          |
| Capital City 300                  |                  |                  |
| 1962                              | Joe Weatherly    | Pontiac          |
| 1963                              | Ned Jarrett      | Ford             |
| 1964                              | Cotton Owens     | Dodge            |
| 1965                              | David Pearson    | Dodge            |
| 1966                              | David Pearson    | Dodge            |
| 1967                              | Richard Petty    | Plymouth         |
| 1968                              | Richard Petty    | Plymouth         |
| Capital City 250                  |                  |                  |
| 1969                              | Bobby Allison    | Dodge            |
| Capital City 500                  |                  |                  |
| 1970                              | Richard Petty    | Plymouth         |
| 1971                              | Richard Petty    | Plymouth         |
| 1972                              | Richard Petty    | Plymouth         |
| 1973                              | Richard Petty    | Dodge            |
| 1974                              | Richard Petty    | Dodge            |
| 1975                              | Darrell Waltrip  | Chevrolet        |
| Capital City 400                  |                  |                  |
| 1976                              | Cale Yarborough  | Chevrolet        |
| 1977                              | Neil Bonnett     | Dodge            |
| 1978                              | Darrell Waltrip  | Chevrolet        |
| 1979                              | Bobby Allison    | Ford             |
| 1980                              | Bobby Allison    | Ford             |
| Wrangler Sanfor-Set 400           |                  |                  |
| 1981                              | Benny Parsons    | Ford             |
| 1982                              | Bobby Allison    | Chevrolet        |
| 1983                              | Bobby Allison    | Buick            |
| 1984                              | Darrell Waltrip  | Chevrolet        |
| 1985                              | Darrell Waltrip  | Chevrolet        |
| Wrangler Jeans Indigo 400         |                  |                  |
| 1986                              | Tim Richmond     | Chevrolet        |
| 1987                              | Dale Earnhardt   | Chevrolet        |
| Miller High Life 400              |                  |                  |
| 1988                              | Davey Allison    | Ford             |
| 1989                              | Rusty Wallace    | Pontiac          |
| Miller Genuine Draft 400          |                  |                  |
| 1990                              | Dale Earnhardt   | Chevrolet        |
| 1991                              | Harry Gant       | Oldsmobile       |
| 1992                              | Rusty Wallace    | Pontiac          |
| 1993                              | Rusty Wallace    | Pontiac          |
| 1994                              | Terry Labonte    | Chevrolet        |
| 1995                              | Rusty Wallace    | Ford             |
| Miller 400                        |                  |                  |
| 1996                              | Ernie Irvan      | Ford             |
| Exide NASCAR Select Batteries 400 |                  |                  |
| 1997                              | Dale Jarrett     | Ford             |
| 1998                              | Jeff Burton      | Ford             |
| 1999                              | Tony Stewart     | Pontiac          |
| Chevrolet Monte Carlo 400         |                  |                  |
| 2000                              | Jeff Gordon      | Chevrolet        |
| 2001                              | Ricky Rudd       | Ford             |
| 2002                              | Matt Kenseth     | Ford             |
| Chevy Rock and Roll 400           |                  |                  |
| 2003                              | Ryan Newman      | Dodge            |
| 2004                              | Jeremy Mayfield  | Dodge            |
| 2005                              | Kurt Busch       | Ford             |
| 2006                              | Kevin Harvick    | Chevrolet        |
| 2007                              | Jimmie Johnson   | Chevrolet        |
| 2008                              | Jimmie Johnson   | Chevrolet        |
| 2009                              | Denny Hamlin     | Toyota           |
| Air Guard 400                     |                  |                  |
| 2010                              | Denny Hamlin     | Toyota           |
| Wonderful Pistachios 400          |                  |                  |
| 2011                              | Kevin Harvick    | Chevrolet        |
| Federated Auto Parts 400          |                  |                  |
| 2012                              | Clint Bowyer     | Toyota           |
| 2013                              | Carl Edwards     | Ford             |

Huidige races:
Can-Am Duel ·
Daytona 500 ·
Subway Fresh Fit 500 ·
Kobalt Tools 400 ·
Food City 500 ·
Auto Club 400 ·
STP Gas Booster 500 ·
NRA 500 ·
Aaron's 499 ·
Toyota Owners 400 ·
Bojangles' Southern 500 ·
FedEx 400 ·
Coca-Cola 600 ·
STP 400 ·
Pocono 400 ·
Quicken Loans 400 ·
Toyota/Save Mart 350 ·
Coke Zero 400 ·
Quaker State 400 ·
Camping World RV Sales 301 ·
Brickyard 400 ·
Gobowling.com 400 ·
Cheez-It 355 at The Glen ·
Pure Michigan 400 ·
Irwin Tools Night Race ·
AdvoCare 500 (Atlanta Motor Speedway) ·
Federated Auto Parts 400 ·
Geico 400 ·
Sylvania 300 ·
AAA 400 ·
Hollywood Casino 400 ·
Bank of America 500 ·
Camping World RV Sales 500 ·
Goody's Headache Relief Shot 500 ·
AAA Texas 500 ·
AdvoCare 500 (Phoenix International Raceway) ·
Ford EcoBoost 400

Voormalige races:

Buddy Shuman 276 ·
Budweiser 400 ·
Budweiser NASCAR 400 ·
Columbia 200 ·
Coors 420 ·
First Union 400 ·
Greenville 200 ·
Hickory 276 ·
Kobalt Tools 500 (Atlanta Motor Speedway) ·
Los Angeles Times 500 ·
Mountain Dew Southern 500 ·
Northern 300 ·
Pepsi 420 ·
Pepsi Max 400 ·
Pickens 200 ·
Pop Secret Microwave Popcorn 400 ·
Sandlapper 200 ·
Subway 400 ·
Tyson Holly Farms 400 ·
Winston Western 500